# Rondeletia buxifolia
Rondeletia buxifolia är en måreväxtart som beskrevs av Vahl. Rondeletia buxifolia ingår i släktet Rondeletia och familjen måreväxter. Inga underarter finns listade i Catalogue of Life.